# Келли, Клод
Клод Келли (род. 1980) — американский поп-певец, автор песен для Кристины Агилеры, Майли Сайрус, Кеши, Бритни Спирс, Келли Кларксон, Адама Ламберта

## Биография
Он начал играть на фортепиано в 2 года, а в средней школе освоил флейту. Первая известность пришла к нему в 2002, когда его песню включили в сборник, раздававшийся в магазинах японской одежды A Bathing Ape.
В 2006 он написал песню «Daddy’s Little Girl» для Frankie J’s, которая не стала популярной, но очень понравилась Akon, за что Клод был приглашён для записи альбома подопечной Эйкона Леоны Льюис . Непосредственно для Эйкона Клод сочинил «Hold My Hand», которая содержала также вокал Майкла Джексона, почему и была выпущена первым синглом с посмертного альбома Майкла «Michael».
В настоящее время Клод сотрудничает со многими мировыми музыкантами первого ранга и имел несколько номинаций на Грэмми.,
В последнее время Келли часто является соавтором Лукаша Готвальда.

## Избранные песни
- «In The End» — Kat DeLuna
- «Circus» — Бритни Спирс
- «Shattered Glass» — Бритни Спирс
- «My Life Would Suck Without You» — Келли Кларксон
- «Tonight» — Джей Шон
- «Party in the U.S.A.» — Майли Сайрус
- «For Your Entertainment» — Адам Ламберт
- «The Time of Our Lives» — Майли Сайрус
- «If I Knew Then» — Backstreet Boys
- «Bye, Bye Love» — Backstreet Boys
- «I Got You» — Уитни Хьюстон
- «Woohoo» — Кристина Агилера
- «Desnudate» — Кристина Агилера
- «Glam» — Кристина Агилера
- «Prima Donna» — Кристина Агилера
- «Vanity» — Кристина Агилера
- «Express» — Кристина Агилера
- «Show Me How You Burlesque» — Кристина Агилера
- «Little Miss Perfect» — Sugababes
- «What A Night» — Lil Jon
- «Ms. Chocolate» — Lil Jon
- «Permanent December» — Майли Сайрус
- «Take It Off» — Кеша
- «Grenade» — Bruno Mars
- «Who Dat Girl» — Flo Rida